# Bogdan Vodă, Maramureș
Bogdan Vodă este satul de reședință al comunei cu același nume din județul Maramureș, Transilvania, România. Începând cu data de 16 iulie 1973 satul Bogdan Vodă (Maramureș), alături de alte 13 localități, se declara, experimental, sat de interes turistic denumit "sat turistic".

## Etimologie
Etimologia numelui localității: din n. pr. Bogdan (< sl. Bog „Dumnezeu" + dan „dat, dăruit") + Vodă „domnitor" (< sl. (voje)voda "conducător").

## Date geografice
Localitatea este situată pe Valea Izei, în partea de sud-est a județului Maramureș, la 87 km de municipiul Baia Mare înspre Vest, si 43 km de municipiul Sighetu Marmației, și frontiera cu Ucraina înspre Nord, înspre Nord prin DJ188 drum județean care traversează localitatea.
Distanța până la orașul Viseu de Sus poate fi parcursă în mai puțin de 30 de minute fiind la doar 17 km distanță cu acces direct din localitate prin DJ186 sau prin orașul și zona turistică Borșa care se află la 39 de km distanță.
Este la o distanță de apoximativ 187 km de aeroportul internațional Cluj Napoca, autostrada A3 și 110 km de municipiul Bistrița. Se poate ajunge în aproximativ o oră și în Bucovina. Sunt 207 km, care pot fi parcurși în 3-4 ore, până în municipiul Suceava. 
În această zonă valea se lărgește puțin, iar dealurile mai joase comparativ cu împrejurimile muntoase (dar ajungând până la 600 m altitudine) și mai puțin împădurite, dovedesc o activitate economică intensă încă din Evul Mediu. Aici se varsă pârâurile Ieudișor și Valea Satului în râul Iza, fiind prin urmare un punct important la confluența drumurilor care duc spre Ieud, și care fac legătura cu Valea Vișeului.
Agricultura zonei e reprezentată mai ales de livezi de pomi fructiferi și fânațe pe dealuri, iar în vale terenul e potrivit pentru cultivarea cartofilor sau activități horticole.
Munții Țibleș cu o altitudine de peste 1800 m se pot vedea înspre sud-est, iar Munții Rodnei cu vârful Pietrosu (2303 m altitudine) înspre est.

## Istoric

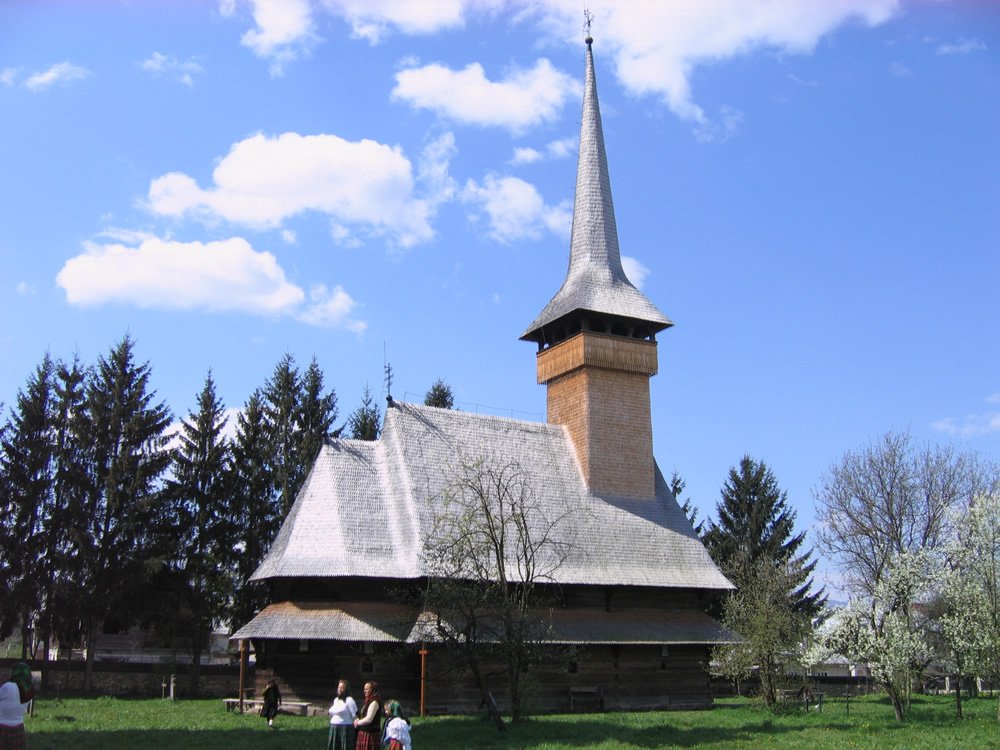
Biserica de lemn „Sf. Nicolae”

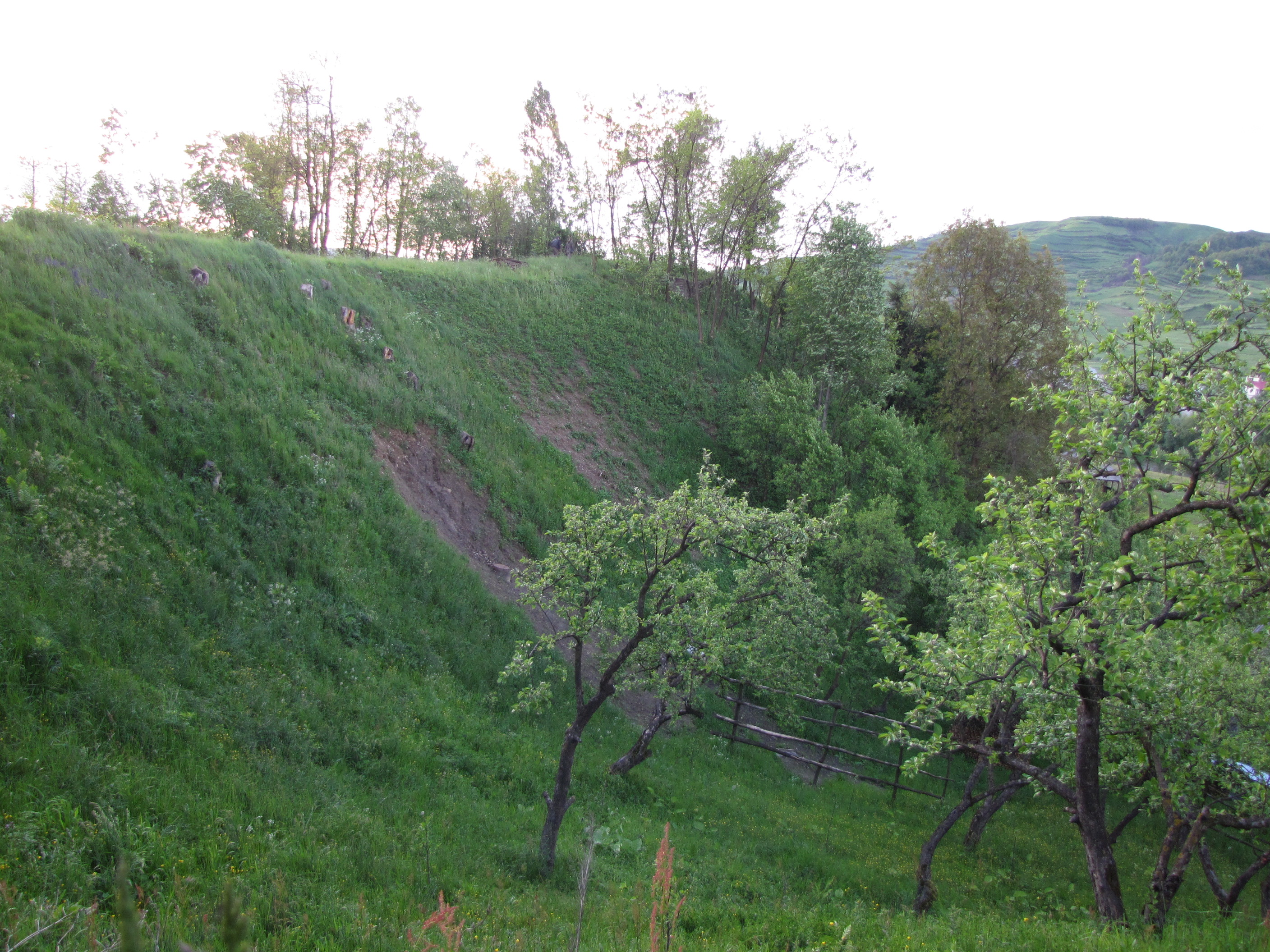
Dealul din malul Izei pe care se află ruinele reședinței voievodale

Săpăturile arheologice din zona Zneamăn au relevat existența așezării încă din epoca bronzului, dar și din epoca ulterioară a fierului (Hallstatt). 
Localitatea s-a numit în trecut Cuhea, fiind menționată pentru prima oară sub această denumire în 1352 (Kohnya). 
A fost pentru o perioadă locul de reședință a voievozilor români din Maramureș. In acea vreme a fost ridicată o fortificație pe malul înalt al Izei, dinspre miazăzi, cercetată cu ocazia săpăturilor arheologice din 1984 conduse de Radu Popa pe locul numit Grădina lui Cârlig și o biserică din piatră în lunca Izei, ale caror ruine se mai pot vedea și acum.
De aici a plecat în 1359, împreună cu oștenii săi cei mai de seamă, voievodul Bogdan către Moldova.
În 1365, localitatea împreună cu satele învecinate (Ieud, Bocicoel, amândouă Vișeele, Moisei, Borșa, Săliștea de Sus și Săcel ) vor fi dăruite de regele Ungariei, Ludovic I de Anjou lui Balc si Drag, nepoții lui Dragoș Vodă alungați din Moldova de Bogdan, și ctitori ai mănăstirii din Peri, drept recompensă pentru pagubele suferite.
Ultima năvălire a tătarilor din 1717 a trecut prin foc bisericile de lemn din Maramureș, atunci arzând și biserica de lemn din Cuhea. Aici, pe locul vechii biserici a fost construită actuala biserică de lemn cu hramul „Sf. Nicolae” la 1718 specifică arhitecturii maramureșene. 
Dar și existența acestei biserici, bine păstrată până acum, a fost marcată de tulburări. În perioada 1992-1994 s-a început construcția noii biserici de zid, care sa fie suficient de încăpătoare pentru comunitatea ortodoxă din comună. Dar biserica veche era propusa pentru lista monumentelor UNESCO, iar regulamentul nu permite amplasarea construcțiilor într-o zonă de protecție de 100 m.
Cu toate eforturile preotului, care a găsit mai multe soluții de amplasare a bisericii în zona centrului satului, nu s-a găsit susținere din partea autoritaților. Acestea recomandau contrucția la capatul unui cimitir mărginaș, soluție care nu era acceptată de săteni, pentru că biserica reprezintă în mod tradițional centrul comunității. Atunci, sub presiunea nevoii de a avea o biserică nouă, s-a început construcția lângă biserica veche. Acest fapt i-a afectat statutul, astfel că una dintre cele mai frumoase biserici maramureșense nu a reușit să intre în patrimoniul UNESCO. (Se poate menționa că biserica nouă nu este singura construcție din perimetrul de protecție, pentru ca în acea zona se află și case.)
Credincioșii greco-catolici, care reprezintă aproximativ 4,25% din populația comunei, au solicitat retrocedarea bisericii monument. După un șir de procese la Vișeu, Sighet, Baia Mare și Cluj, au obținut dreptul de folosință al bisericii. Comunitatea greco-catolică a încercat să execute silit decizia de la Cluj, încercare oprită cu forța de câteva sute de credincioși ortodocși în frunte cu preotul ortodox din sat. Autoritățile locale aflate la fața locului nu au intervenit în sprijinul aplicarii deciziei curții. 
Parohia greco-catolică s-a adresat CEDO, unde a obținut câștig de cauză în data de 19 noiembrie 2013. Curtea Europeană a dispus ca autoritățile române să întreprindă toate măsurile care se impun pentru aplicarea în cel mai scurt timp posibil a hotărârii judecătorești din 29 ianuarie 1998 a Curții de Apel Cluj.
În istoria recentă a localității s-a remarcat personalitatea lui Vasile Deac zis "Moșu", care a condus comuna Bogdan Vodă timp de 3 decenii, trecând prin multe evenimente și schimbări, inclusiv cele din 1989. Figură sobră și plină de înțelepciune, amintind de "sfatul bătrânilor" cel din vremurile de demult, el va lăsa moștenire noilor generații, alături de casa tradițională în care locuiește și care a fost inclusă în patrimoniul național, monumentul voievodului Bogdan I și biserica cea nouă al cărei ctitor este.
În anul 1930 satul Bocicoiel este alipit comunei Bogdan Vodă. 
În perioada comunismului în localitate și-a desfășurat activitatea o fabrică de prelucrare a fierului prelucrat din minerul de fier extras din minele din județ (din Munții Maramureșului). Se produceau aici șuruburi și alte piese pentru aparate industriale. Exista și activitate agricolă în localitate pentru cei care nu erau angajați în fabrică.
Fabrica era singura de acest gen de pe Valea Izei deci a transformat localitatea într-un centru industrial pe acele vremuri.
În perioada comunistă mai funcționa și un spital de mici dimensiuni, halta feroviară (Bocicoiel), secție de pompieri și o filiala a Casa de Economii și Consemnațiuni (CEC) de asemenea cum este menționat mai sus se începeau lucrările de descoperirea a sit-ului istoric.
Localitatea era în plină dezvoltare. 
Începând cu ultimii ani ai perioadei comuniste  săpăturile arheologice au fost abandonate și nu au mai fost redeschise nici până azi, fabrică închisă și vândute aparatele industiale la fier vechi apoi privatizată pentru a se transforma acum într-un depozit, spitalul a fost mutat în localitatea vecină, și la Halta feroviară Bocicoiel este tot mai puțin utilizată. Agricultura s-a restrâns la activitatea gospodăriilor care își produc strictul necesar fără a genera vreo activitate economică.
CEC Bank își desfășoară activitatea în continuare. În cladirea Primăriei este si un și un bancomat BCR accesibil non-stop. Sectia de pompieri acum din cadrul ISJU (Inspectoratul județean pentru situații de urgență) funcționează în continuare și i-a fost suplimentată activitatea în 2014 cu serviciul ambulator de urgență SMURD.

## Populația

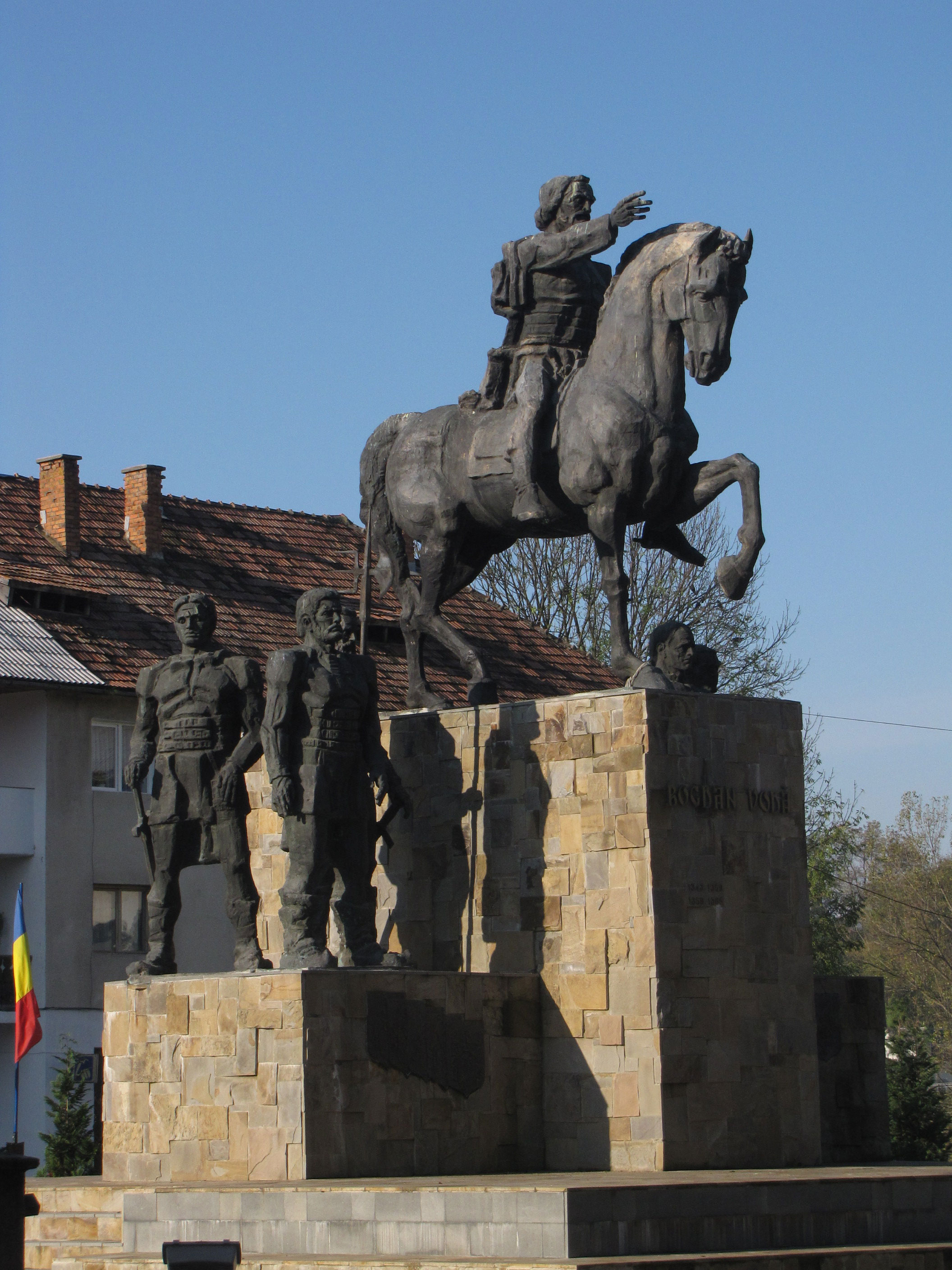
Grupul statuar Bogdan Voievod

Locuitorii satului au fost în majoritate covârșitoare români în toate vremurile, cu o minoritate evreiască care a crescut de la 15 persoane în 1771 la 320 în 1900. Majoritatea acestora apar la recensământele făcute după limba vorbită, ca germani (limba idiș fiind un dialect german) sau mai ales maghiari, numărul lor putând fi aflat numai la recensămintele după religie. Cea mai mare parte a evreilor au pierit în cursul genocidului organizat de Germania național socialistă și aliații ei din Ungaria în anii 1941 - 1945, mai ales după primăvara anului 1944. La capătul războiului au revenit în comună 30 de supraviețuitori. Aproape toți au emigrat, mai ales în Israel. Celelalte minoritați au fost cu totul sporadice.
Pentru anul 1771 în Cuhea sunt menționate 335 de persoane ne-nobile, dintre care 39 de iobagi și 10 jeleri, aceștia din urmă nefiind localnici ci veniți în sat. În altă parte se spune că se găseau și 39 de slugi, care dacă nu sunt aceiași cu cei menționați ca iobagi, fac un total de 88 oameni ne-liberi și 247 țărani liberi. Dacă la aceștia adaugăm nobilii, care în satele maramureșene se găseau în număr mare, deducem ca mai puțin de o cincime vor fi fost ne-liberi, foarte puțini pentru acea vreme. Economia agricolă a zonei se baza deci pe munca țăranilor liberi.
Evoluție demografică
Începând cu ani 2008-2010 s-a produs un regres al numărului de locuitori tot mai semnificant. Datorită oportunităților de muncă în străinătate și a condițiilor de trai din alte zone tot mai mulți tineri aleg să plece din localitate și față de alte perioade în care plecau să lucreze sezonieri, acum puțini dintre ei aleg să se întoarcă în localitate și să-și întemeieze o familie în Bogdan Vodă. 
În tabelul de mai jos s-a notat numărul de locuitori declarați la recensăminte sau estimați pentru perioadele istorice. *inclusiv sat Bocicoiel
| Anul               | 1771 | 1827 | 1881 | 1900 | 1930 | 2002 | 2011 |
| ------------------ | ---- | ---- | ---- | ---- | ---- | ---- | ---- |
| Număr de locuitori | 329  | 1315 | 1573 | 2180 | 4361 | 3411 | 3208 |

## Structură etnică și religioasă
La recensământul din anul 1930 au fost înregistrați 2.180 locuitori, dintre care 1.861 români și 319 evrei.
Sub aspect confesional populația era alcătuită din 1.602 greco-catolici, 321 mozaici, 210 ortodocși și 47 adventiști.
La recensământul din anul 2002 populația totală a fost 3.411 locutori, din care 3.403 români, 2 maghiari și 1 ucrainean.
După religie, au fost 3.128 ortodocși, 145 greco-catolici, 55 adventiști de ziua a șaptea, 18 penticostali, iar 64 nu și-au declarat religia.
Conform recensământului efectuat în 2011, populația comunei Bogdan Vodă se ridică la 3.208 locuitori, în scădere față de recensământul anterior din 2002, când se înregistraseră 3.411 locuitori. Majoritatea locuitorilor sunt români (97,13%). Pentru 2,87% din populație, apartenența etnică nu este cunoscută. Din punct de vedere confesional, majoritatea locuitorilor sunt ortodocși (90,59%), dar există și minorități de greco-catolici (3,15%) și adventiști de ziua a șaptea (2,46%). Pentru 2,87% din populație, nu este cunoscută apartenența confesională.

## Monumente istorice
- Ansamblul așezării voievodale „La podeț” (Epooca Bronzului);[13]
- Mănăstirea Cuhea (sec. XIII-XIV);[13]
- Biserica de piatră (sec. XIII-XIV), necropolă medievală (sec. XIII-XIV);[13]
- Așezarea fortificată de la „Grădina lui Cârlig”  (sec. XIII-XIV);[13]
- Biserica de lemn “Sf. Nicolae” (1718);
- Casa de lemn Deac Vasile Moșu (1780);
- Casa „Buftea” (1799) [nefuncțională]
- Grupurile statuare „Bogdan Voievod”

## Obiective

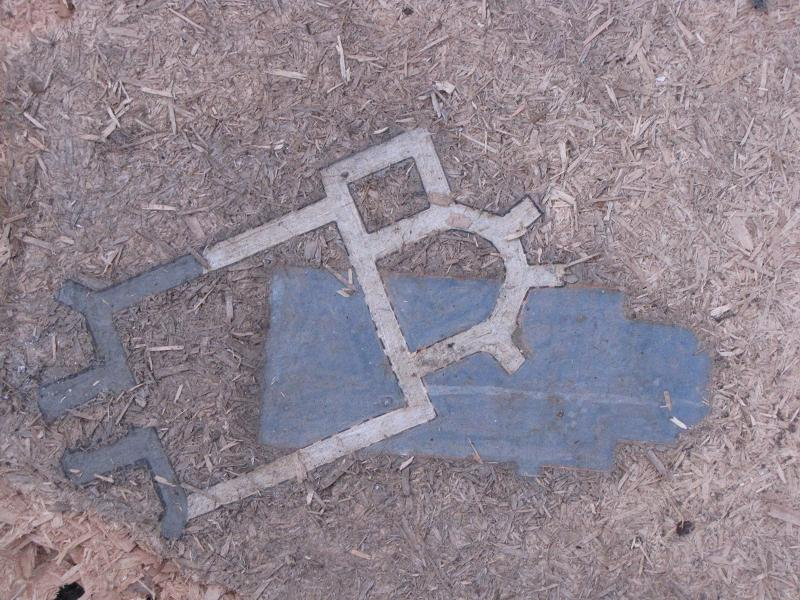
Planul bisericii vechi de piatră, sec. XIII

Biserica de lemn cu hramul „Sfântul Nicolae” datată la 1718 - a fost declarată Monument istoric prin Legea nr. 5/2000 privind aprobarea planului de amenajare a teritoriului național. Biserica este construită din lemn de brad, are o bogată colecție de icoane pictate pe lemn și sticlă în stil maramureșan și un scaun arhieresc sculptat. Este una din cele mai frumoase construcții de lemn, lăcaș de închinăciune și printre cele mai valoroase monumente de lemn din România.
Ruinele resedinței feudale din sec. XIII-XIV de pe Dealul Cetății, pe malul din partea de miazăzi a Izei și urmele Mănăstirii Cuhea - mănăstire domnească, cea mai veche biserică de zid din Maramureș, în lunca Izei langă biserica din lemn care a fost folosită de credincioșii comunei în vremea cînd biserica cea nouă era în construcție.
Casa de lemn a lui Deac Vasile "Moșu", monument etnografic, atât exteriorul cât și interiorul păstrând toate caracteristicile arhaice ale spațiului de locuire tradițional
Grupul statuar Bogdan Voievod, opera sculptorului maramureșan Ioan Marchiș. Monumentul a fost inaugurat la 29 iunie 2008 de sărbătoarea Sfinților Apostoli Petru și Pavel.

## Galerie de imagini

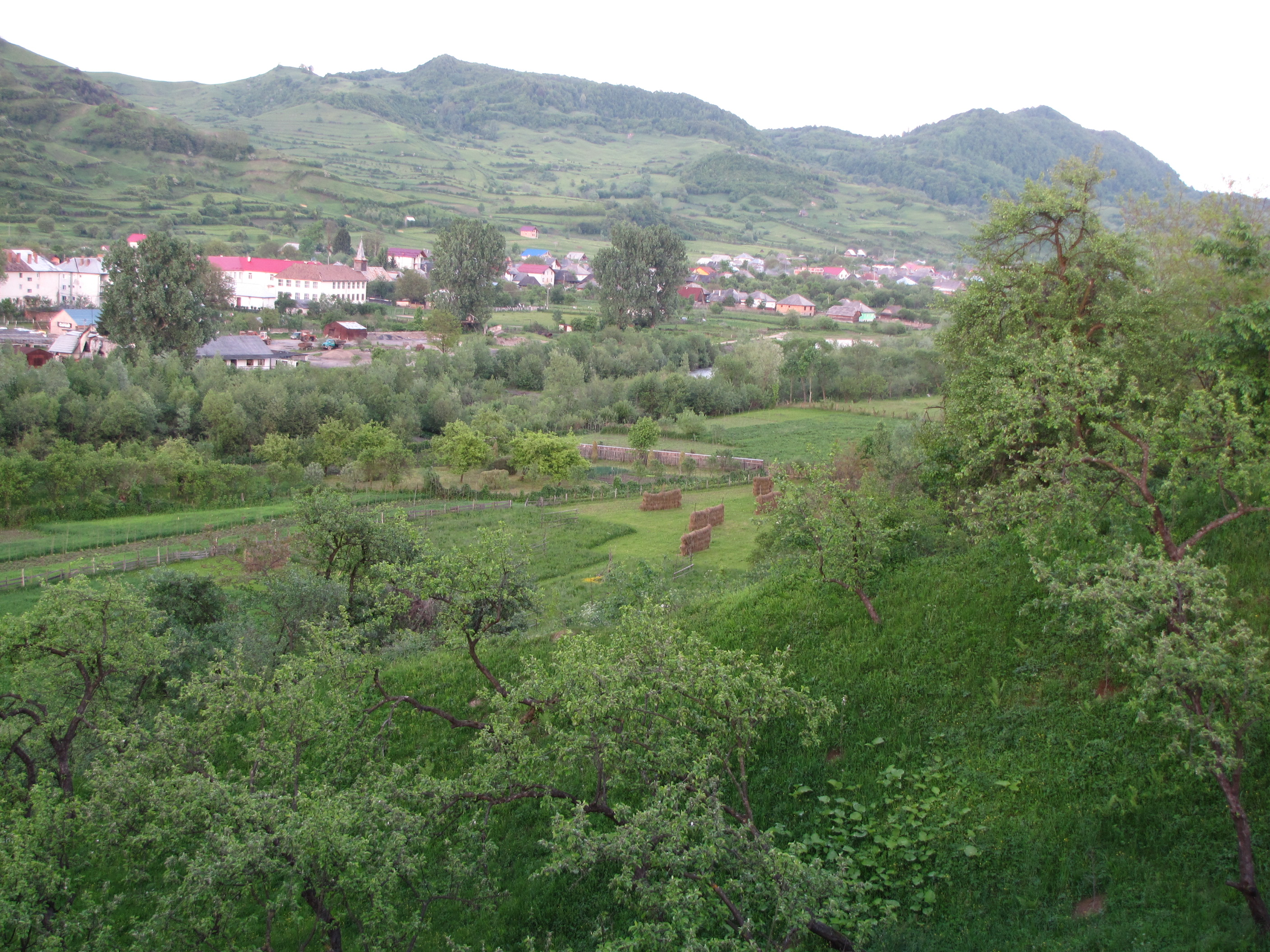
Bogdan Vodă, vedere de pe podurile dinspre miazăzi
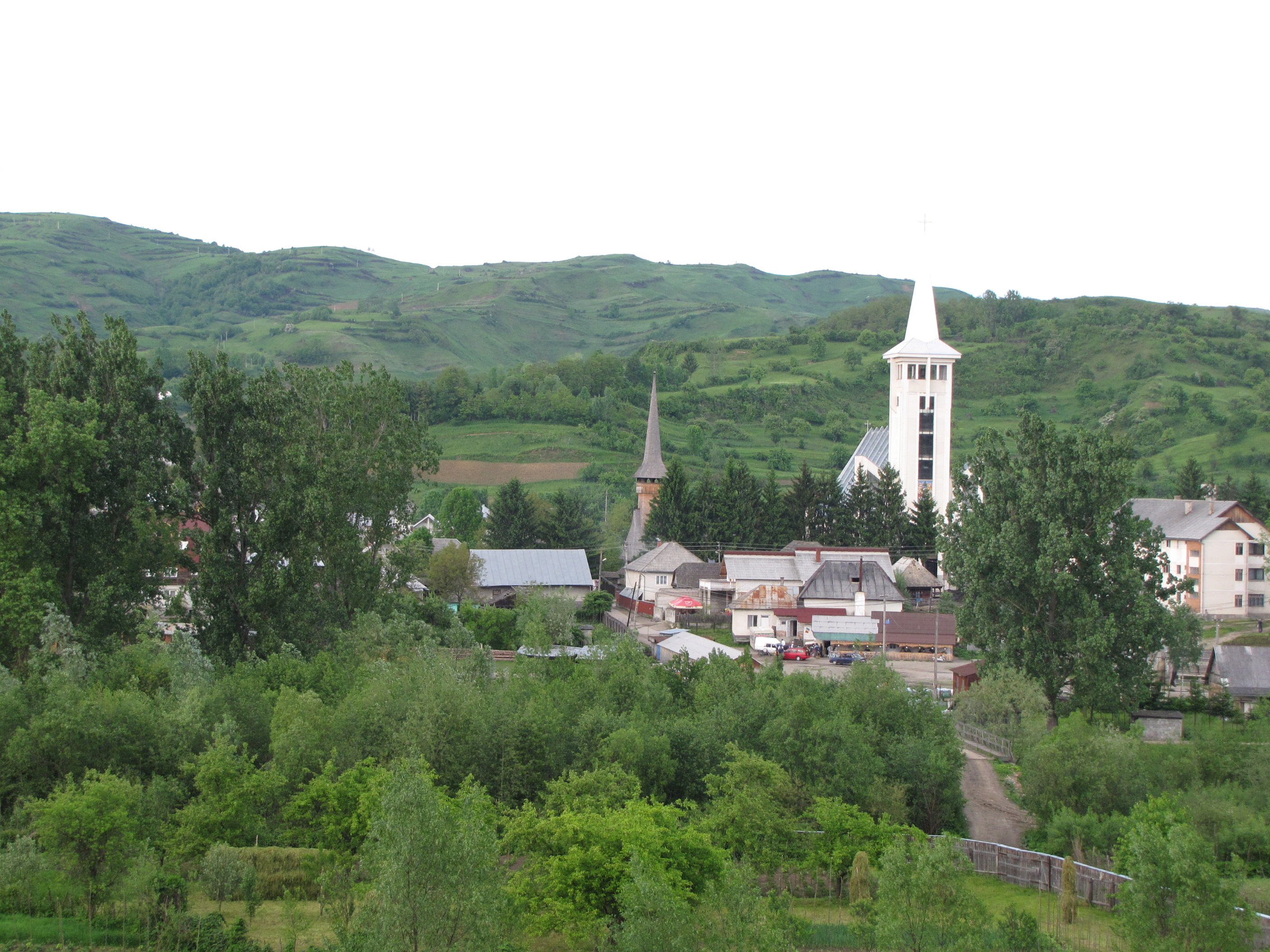
Bogdan Vodă, centrul comunei văzut de pe dealul dinspre Sud
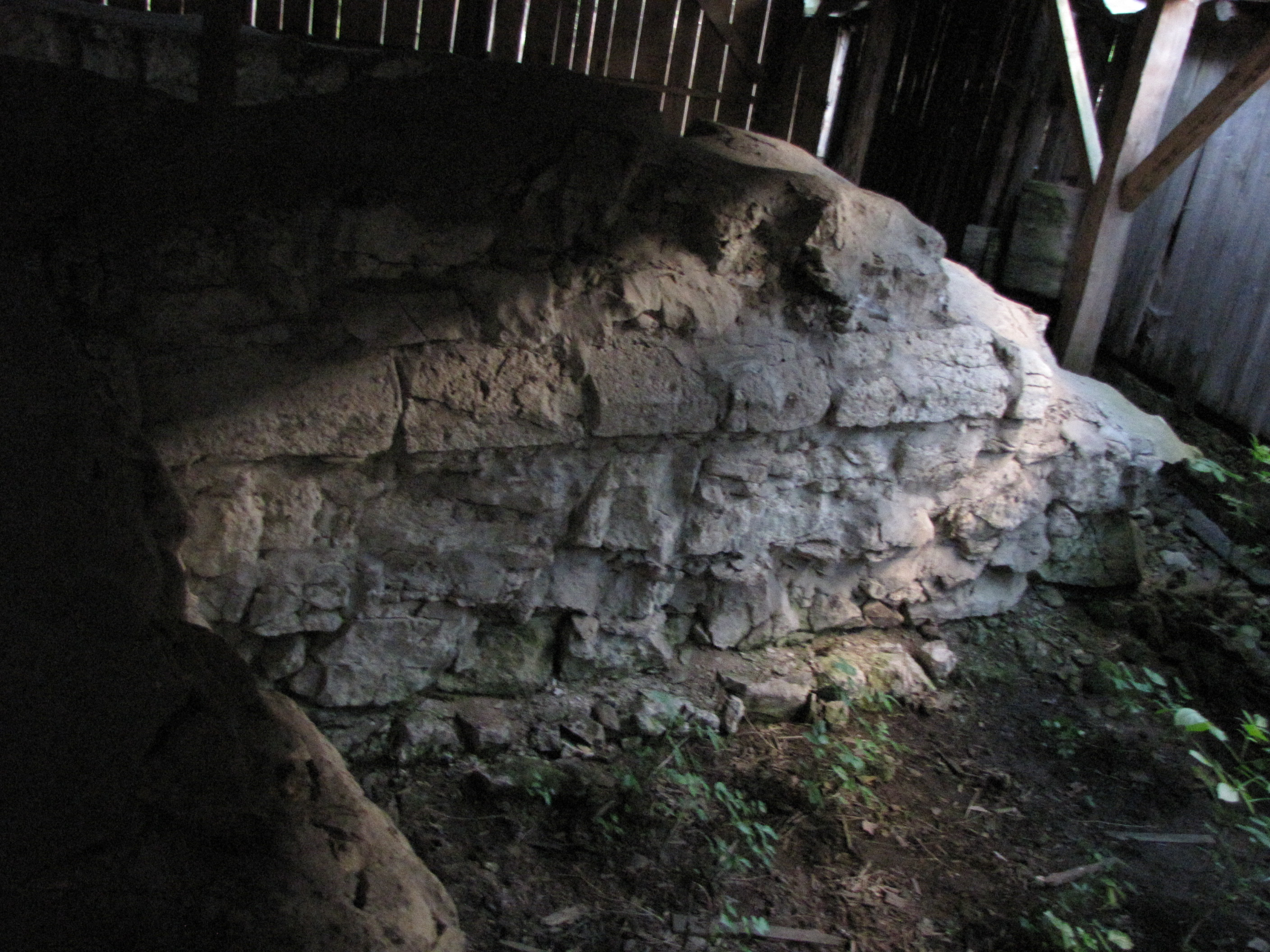
Ruinele bisericii vechi de piatra din sec. XIII
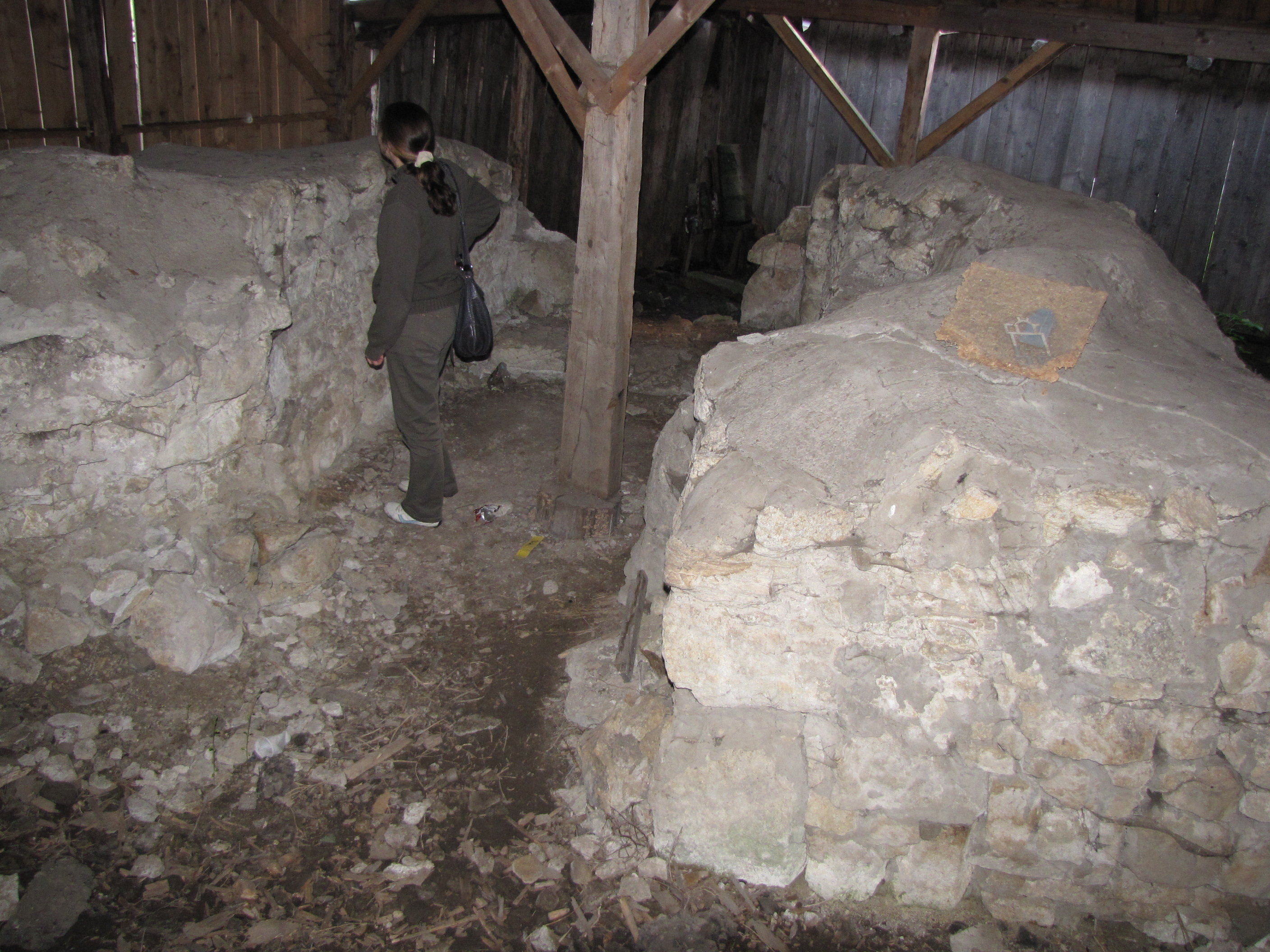
Ruinele bisericii vechi de piatra din sec. XIII, acum protejate de un acopriş
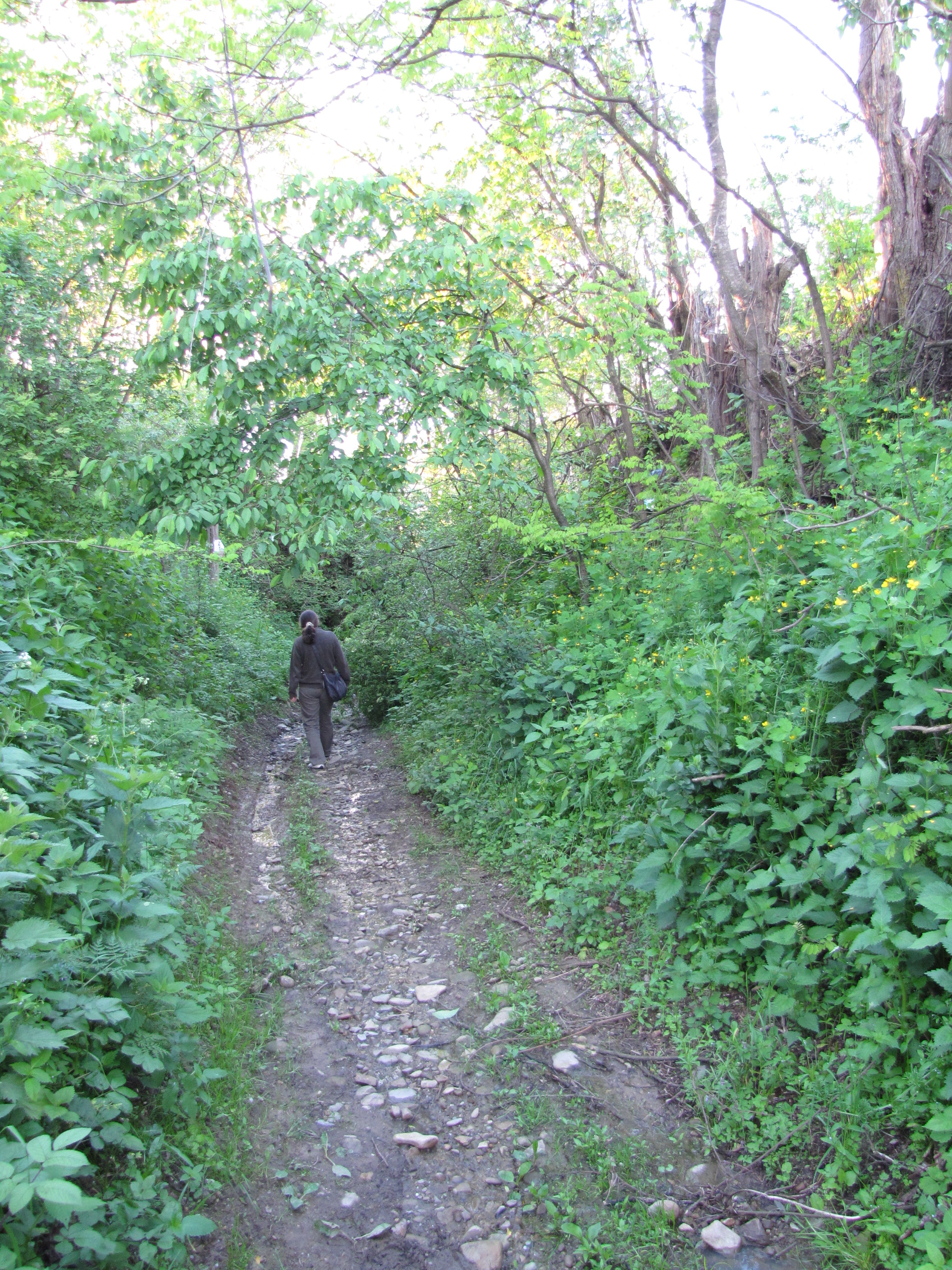
Drumul îngust care urcă la reşedinţa voievodală de la Bogdan Vodă
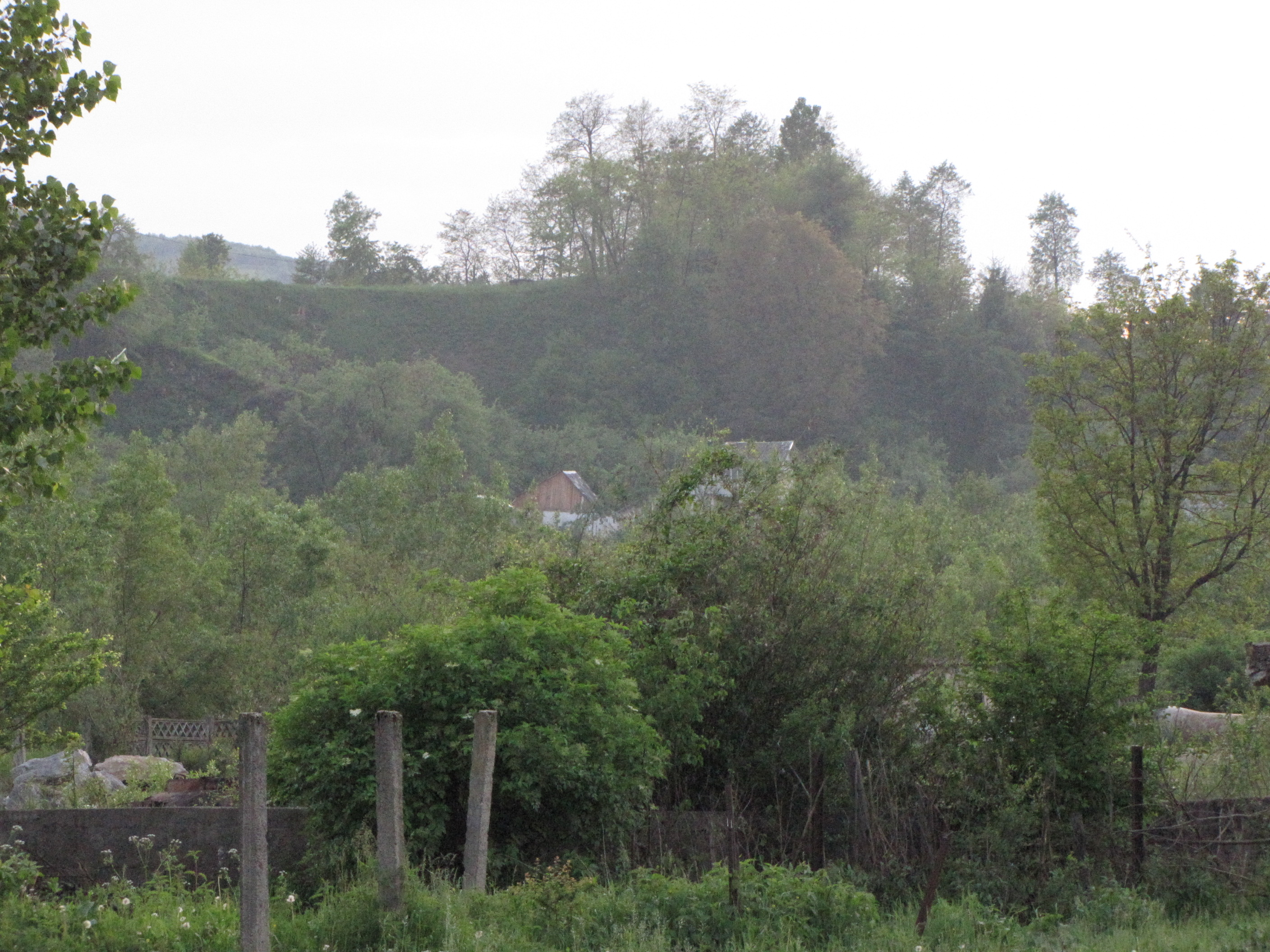
Dealul pe care se află ruinele reşedinţei voievodale
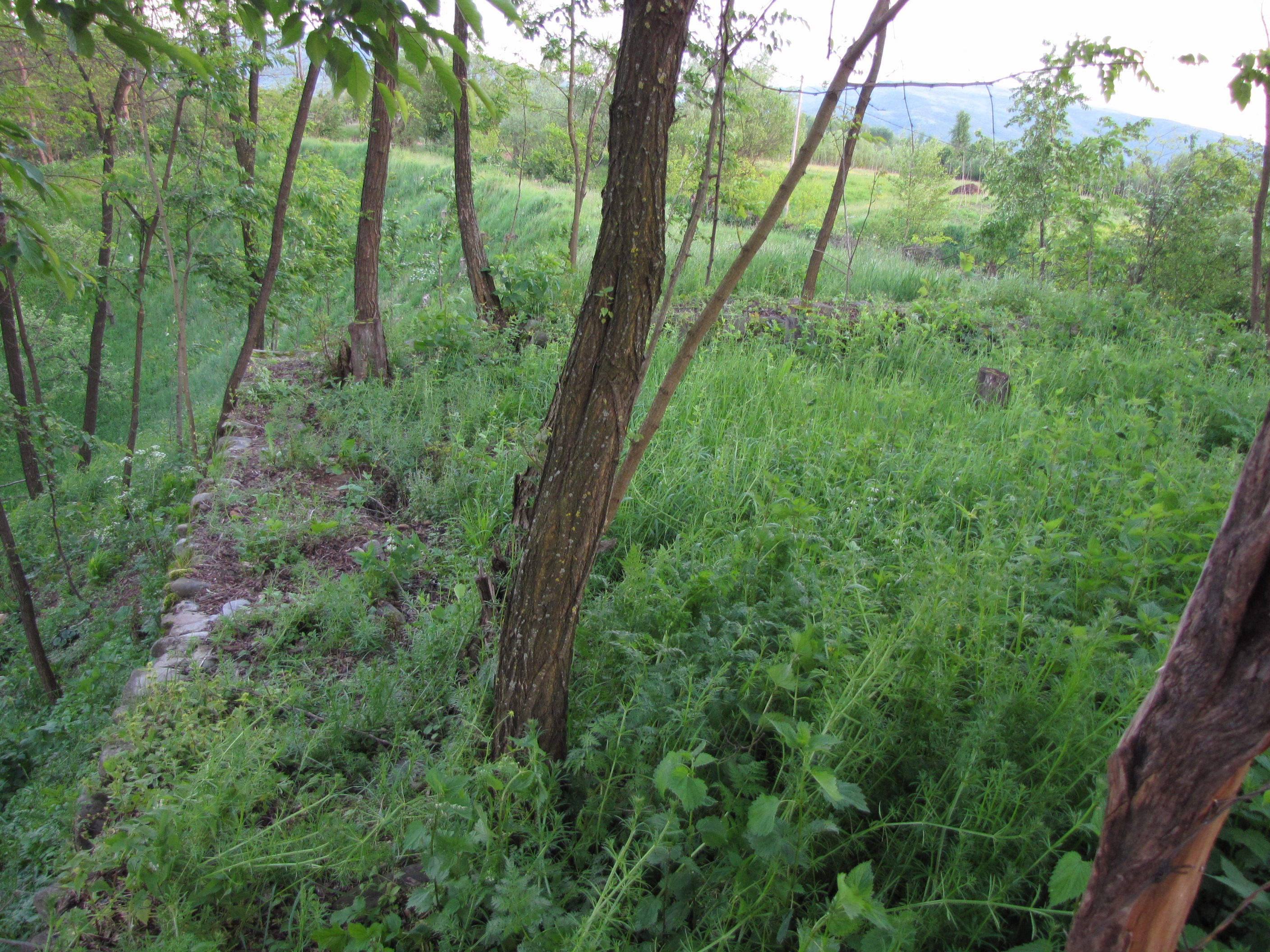
Restul de zid din fosta reşedinţă voievodală. În spate se vede coama îngusta pe care se ajunge aici.
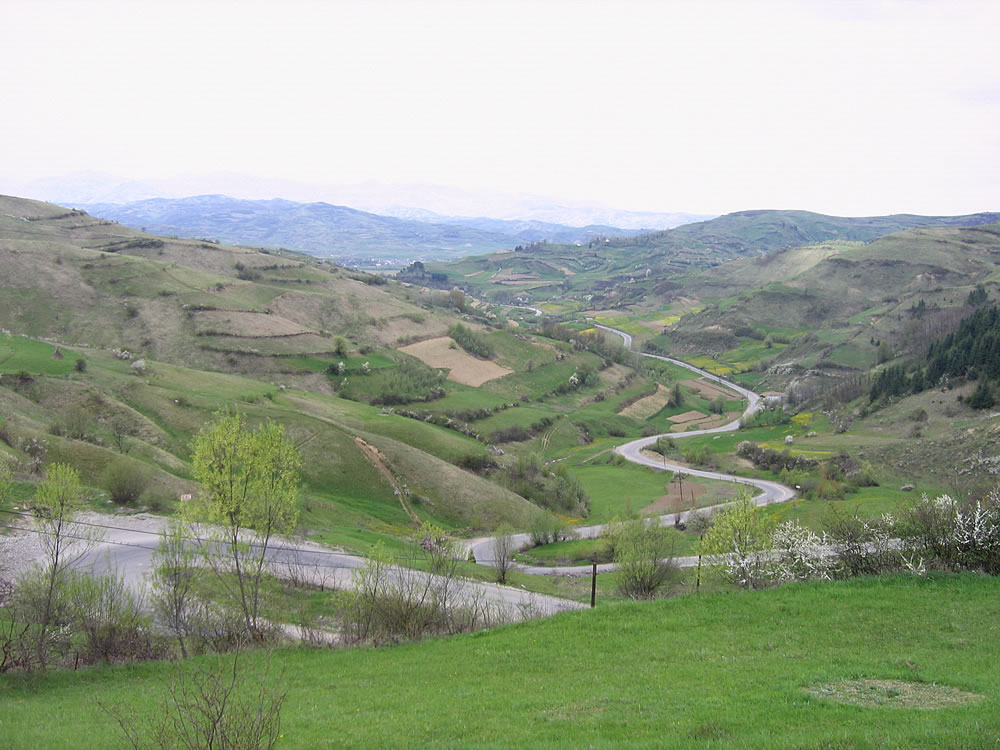
Împrejurimile comunei Bogdan Vodă de pe drumul Bocicoiului